# John Paul Scott
John Paul Scott född 1927 i Leitchfield i Kentucky död 22 februari 1987 i Tallahassee i Florida. Han var den förste personen som bevisligen genomförde en fullbordad rymning från Alcatraz.

## Rymningen från Alcatraz
16 december 1962 rymde John Paul Scott och Darl Dee Parker, de kastade sig i vattnet med uppblåsta och ihopknutna kirurghandskar som de stoppat i skjortärmarna. Parker kom inte längre än till ett litet skär utanför Alcatraz där han plockades upp och fördes tillbaka till Alcatraz. Scott däremot flöt med tidvattnet och spolades iland på klipporna nära Golden Gate-brons brofäste. Han hittades och fördes till sjukhus medvetslös och nedkyld.

## Efter Alcatraz
Efter att Alcatraz stängdes flyttades Scott till Leavenworth, senare flyttades han till Marion, Illinois där han gjorde ytterligare ett flykt försök. Han dog 1987 i ett fängelse i Tallahassee, Florida.